# Amtsgericht Bad Schwartau

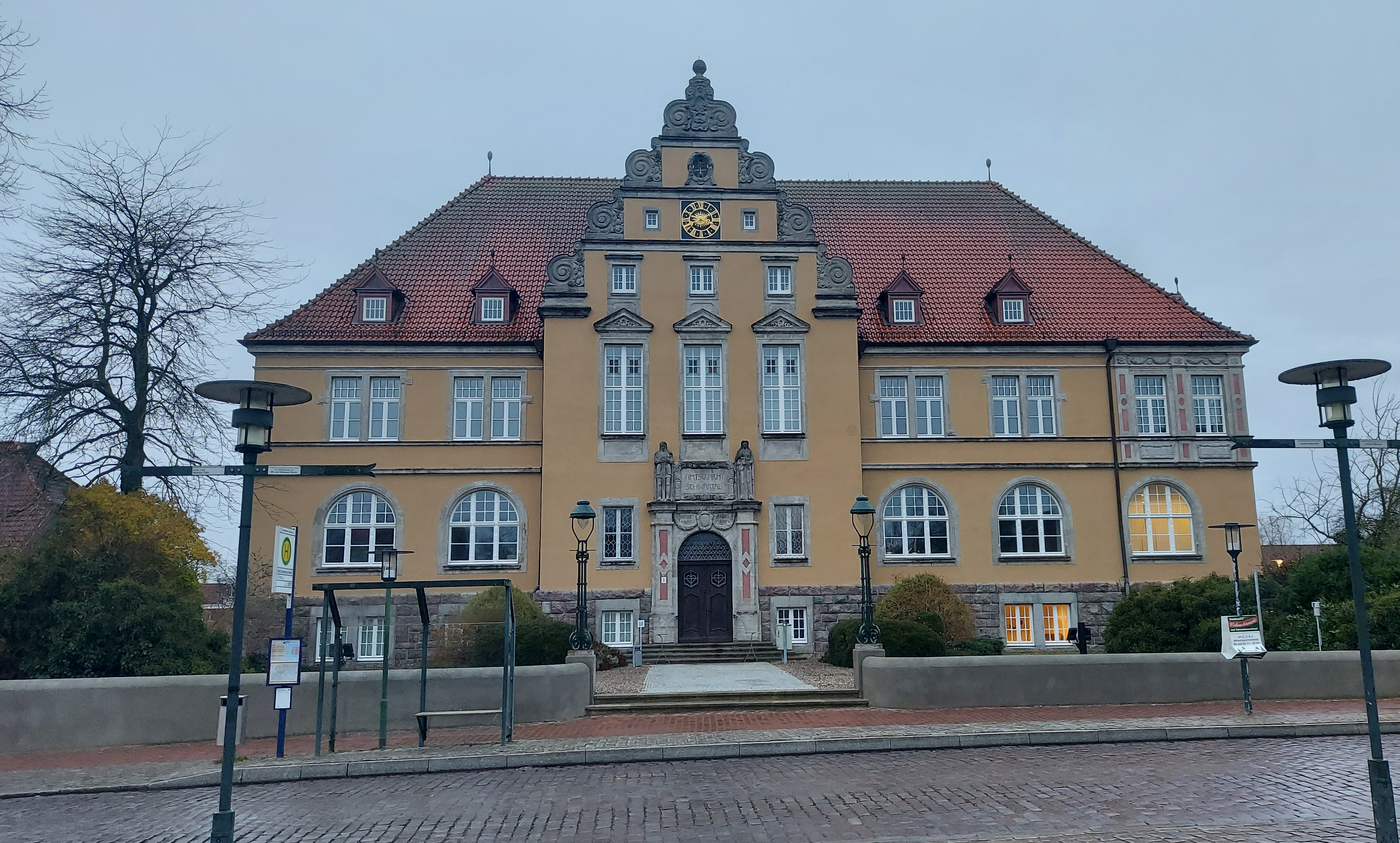
Amtsgericht Bad Schwartau nach der Sanierung (2024)

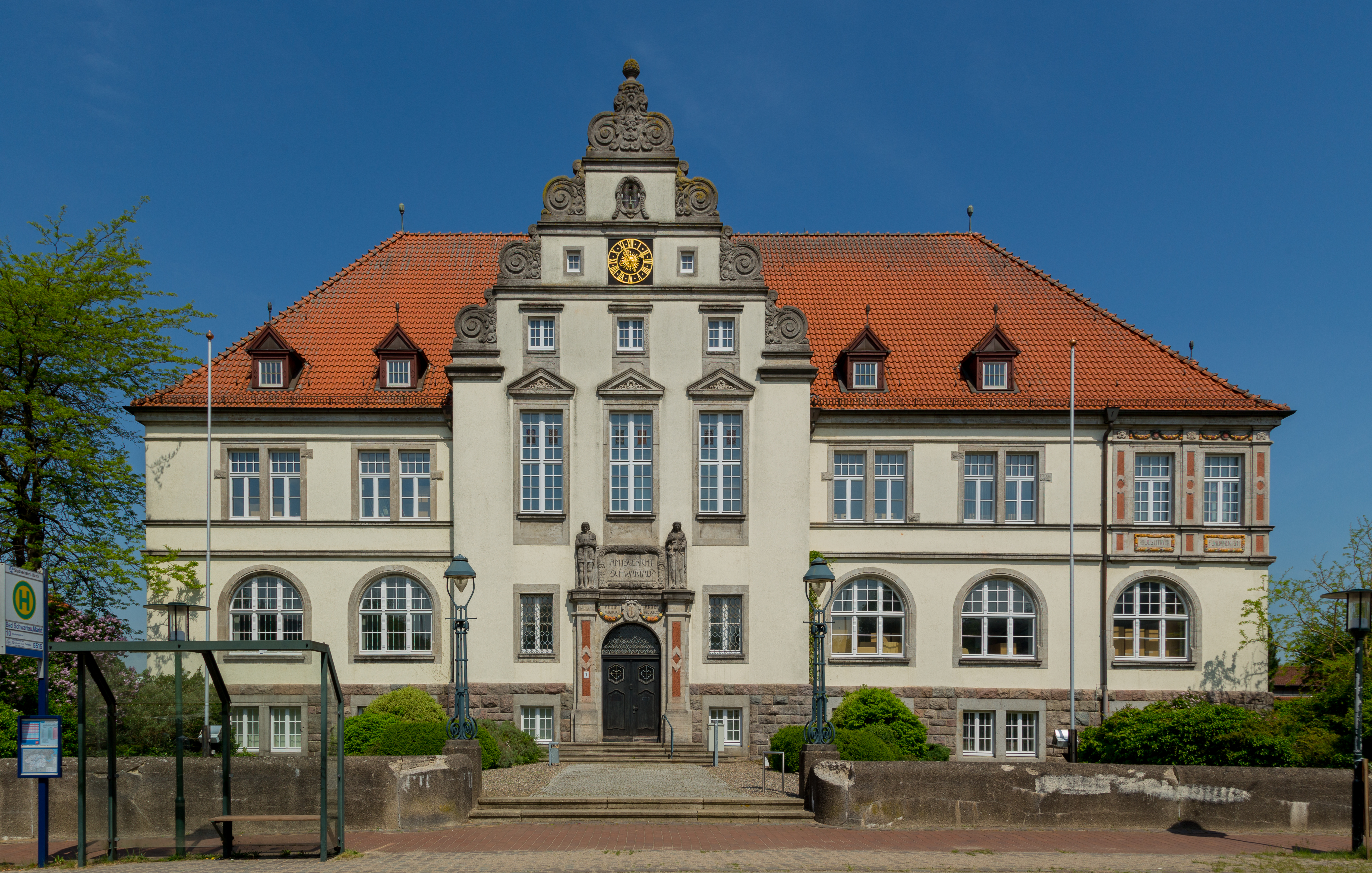
Amtsgericht Bad Schwartau vor der Sanierung (2018)

Als Amtsgericht Bad Schwartau werden bezeichnet:
- Ein Gebäude am Marktplatz in Bad Schwartau in Schleswig-Holstein.
- Das ehemalige Amtsgericht (in dem gleichnamigen Gebäude) (im Landgerichtsbezirk Lübeck).

## Gebäude

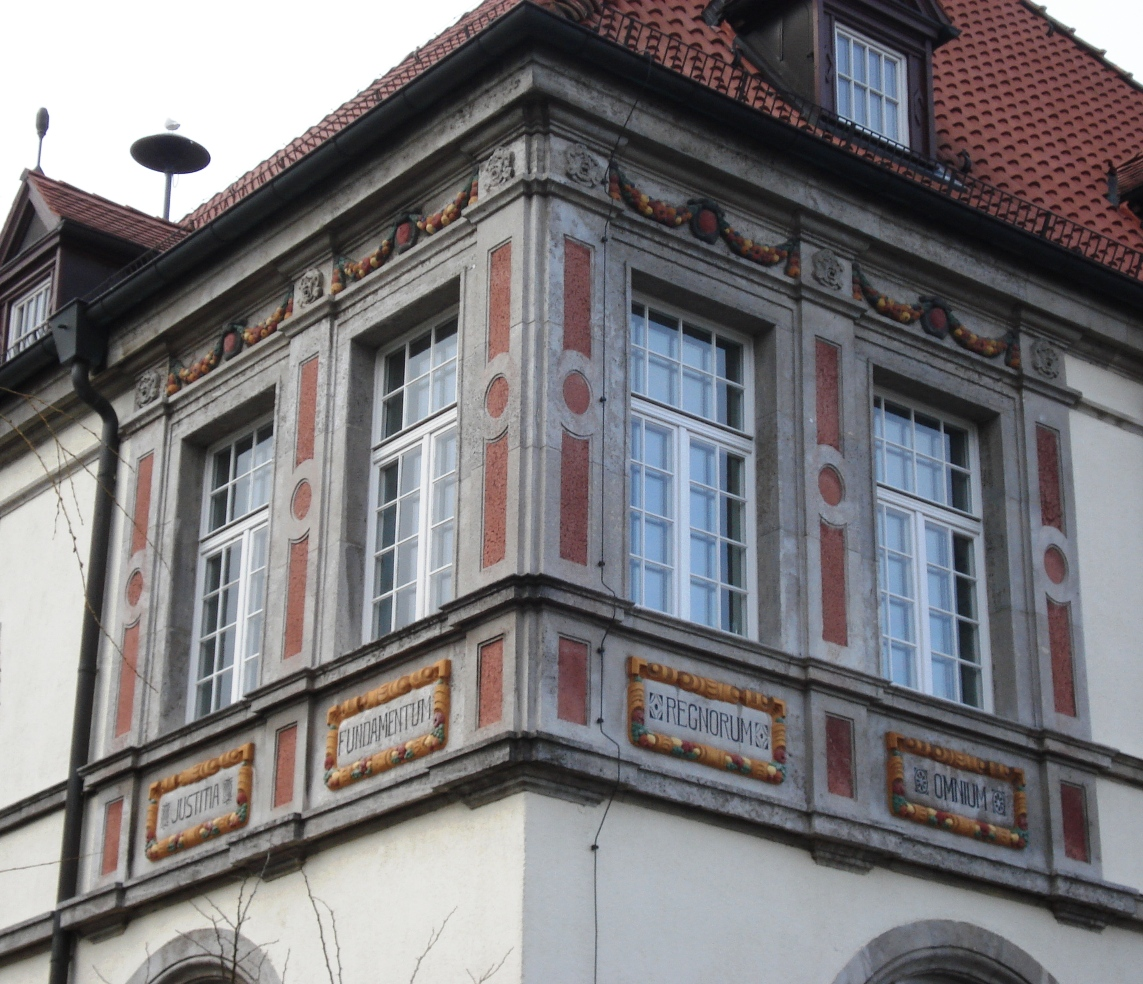
Laube am Amtsgerichtsgebäude

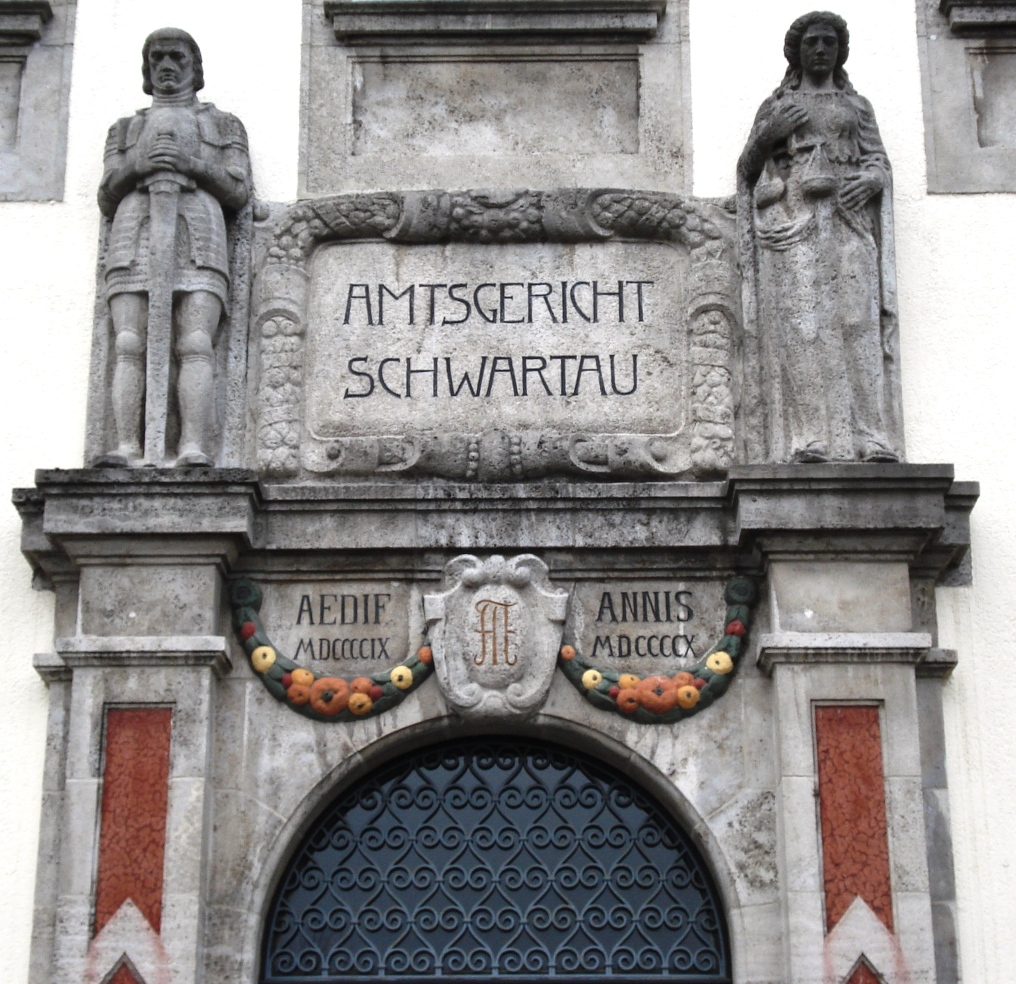
Details des Portals des Amtsgerichtsgebäudes

Das historistische Gerichtsgebäude wurde 1909–1910 im Stil der Neorenaissance errichtet. Es hat über einem mit Naturstein verblendeten Sockelgeschoss zwei verputzte Vollgeschosse und ein mit roten Ziegeln gedecktes Walmdach. Auf der nach Norden weisenden Rückseite des Gebäudes schließt sich ein Westflügel an.
Die Hauptfassade wird durch einen Risalit betont, der einen mit Gesimsen und Voluten aus Sandstein verzierten Stufengiebel trägt. Im oberen Bereich des Giebels sitzen mittig eine Uhr und darüber eine Schallöffnung für das dahinter befindliche Schlagwerk. Die breitere östliche Seite der Hauptfassade enthält im zweiten Obergeschoss ein z. T. farblich verziertes, als Laube gestaltetes Eckfenster aus Sandstein mit den Inschriften „IUSTITIA“ „FUNDAMENTUM“ „REGNORUM“ „OMNIUM“ (lt.: „Gerechtigkeit (ist) Grundlage jeder Herrschaft“).
Das Portal wird von zwei allegorischen Figuren flankiert, links ein Mann in Rüstung mit Schwert (Roland) und rechts eine Frau mit Waage (Justitia). Dazwischen befinden sich die Inschriften „AMTSGERICHT SCHWARTAU“ sowie „AEDIF“ „ANNIS“ (lt.: „Errichtet in den Jahren“) und den Jahreszahlen „MDCCCCIX“ (1909) und „MDCCCCX“ (1910).
Das Gebäude steht seit 1980 unter Denkmalschutz und ist eines der Wahrzeichen der Stadt Bad Schwartau.

## Gericht
In dem Gebäude befand sich bis zum 30. September 2009 das Amtsgericht Bad Schwartau.
Gebildet wurde das Amtsgericht Schwartau 1879 aufgrund der Reichsjustizgesetze durch die Übernahme der gerichtlichen Aufgaben des aufgelösten Amtes Schwartau.
Der Landtag Schleswig-Holstein beschloss 2006 (u. a.) die Aufhebung des Amtsgerichtes in Bad Schwartau. Seit dem 30. September 2009 wird das Gebäude nicht mehr durch das Gericht genutzt. Die weitere Nutzung des Gebäudes steht noch nicht fest.
Im März 2019 beschloss der Finanzausschuss der Stadt Bad Schwartau, das Gebäude für € 600.000,- anzukaufen. Im Mai 2019 wurde der Kaufvertrag mit dem Land Schleswig-Holstein unterzeichnet. Der endgültige Kaufpreis betrug € 630.000,-. Ein Nutzungskonzept ist in Erarbeitung. So ist u. a. geplant, das im Frühjahr 2018 geschlossene Museum der Stadt dort neu zu eröffnen.
Im Mai 2020 wurde bekannt, dass € 800.000,- aus Bundesmitteln für die Umgestaltung bzw. Renovierung in das Gebäude investiert werden.
Im Jahr 2021 wurde das Gebäude – neben Eutin und Lensahn – zeitweise als Impfzentrum des Kreises Ostholstein genutzt.

## Sonstiges

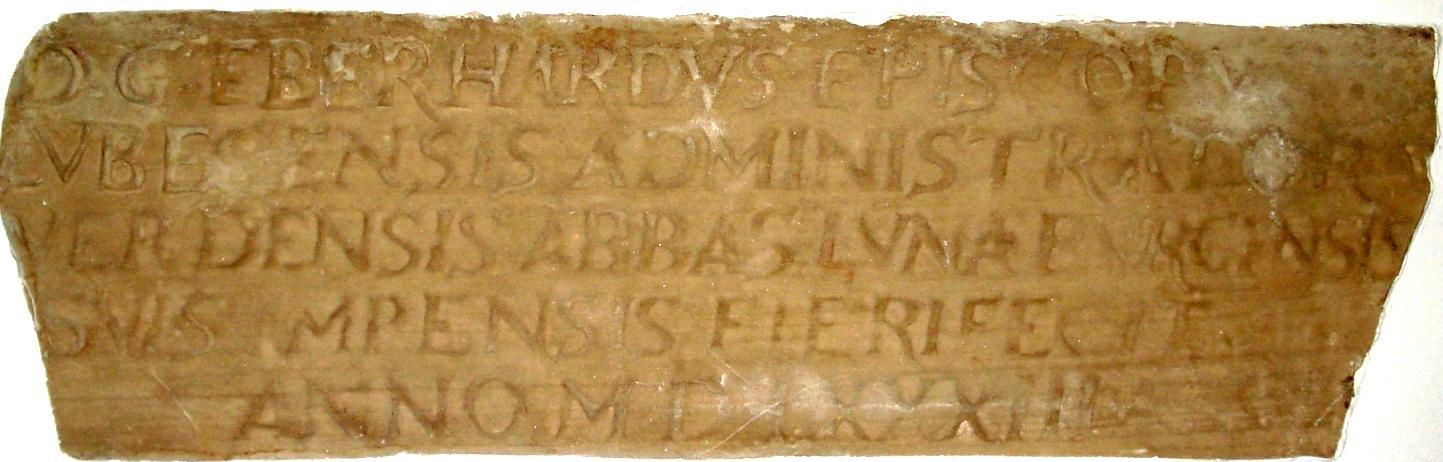
Sandsteinrelief mit Inschrift vom Herrenhaus auf Gut Kaltenhof

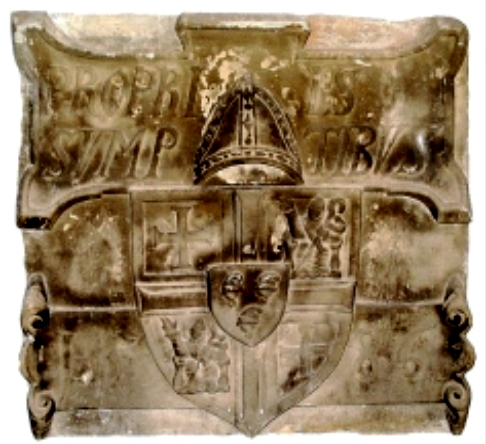
Sandsteinrelief mit dem Wappen des Bischofs vom Herrenhaus auf Gut Kaltenhof

### Amtshaus Schwartau
Das Amtsgericht wurde an der Stelle errichtet, auf der vormals das Amtshaus des Amtes Schwartau – vorher das Amtshaus des Amtes Kaltenhof – stand.

### Sandsteinreliefs
In seinem Innern befinden sich zwei Sandsteinreliefs, bei denen es sich um die letzten Zeugnisse des bischöflichen Gutes Kaltenhof handelt. Die (höchstwahrscheinlich vom Herrenhaus stammenden) Sandsteinreliefs stammen aus der Zeit des Bischofs Eberhard von Holle und wurden 1847 bei der Niederlegung des Gutes Kaltenhof nach Schwartau gebracht und außen am Amthaus des Amtes Schwartau angebracht – nach dessen Abbruch wurden sie 1910 außen am Amtsgericht Bad Schwartau angebracht – von wo sie 1974 in das Gebäudeinnere gebracht wurden.
- Das eine Sandsteinrelief zeigt das Wappen des Bischofs von Lübeck und die lt. Inschrift:
  - „PROPRIIS  /  SVMPTIBVS  /  1586“
  - Deutsch: „Aus eigenen  /  Mitteln (errichtet)  /  1586“
- Das andere Sandsteinrelief enthält eine fünf-zeilige Inschrift in Latein:
  - „D[EI].G[RATIA]. EBERHARDVS EPISCOPVS  /  LVBECENSIS ADMINISTRATOR  /  VERDENSIS ABBAS LVNEBVRGENSIS  /  SVIS IMPENSIS FIERI FECIT  /  ANNO MDLXXXIII“
  - Deutsch: „Von Gottes Gnaden Eberhard, Bischof  /  von Lübeck, Administrator  /  von Verden, Abt von Lüneburg  /  ließ (es) nach seinen Plänen errichten  /  im Jahre 1583“